# Liste der denkmalgeschützten Objekte in Euratsfeld
Die Liste der denkmalgeschützten Objekte in Euratsfeld enthält das einzige denkmalgeschützte, unbewegliche Objekt der Marktgemeinde Euratsfeld im niederösterreichischen Bezirk Amstetten.

## Denkmäler
| Foto |                 | Denkmal                                                                    | Standort                               | Beschreibung | Metadaten |
| ---- | --------------- | -------------------------------------------------------------------------- | -------------------------------------- | --- | --- |
| ja   | Datei hochladen | Kath. Pfarrkirche hl. Johannes der Täufer HERIS-ID: 31124 Objekt-ID: 28052 | Kirchenplatz 1 Standort KG: Euratsfeld | Eine dreischiffige Kirche aus dem ersten Viertel des 16. Jahrhunderts. Der Chor wurde im 14. Jahrhundert errichtet. In den Jahren 1760 bis 1764 erfolgen Um- und Ausbauten und 1886 eine Renovierung. | BDA-Hist.: Q37940435 Status: § 2a Stand der BDA-Liste: 2025-06-30 Name: Kath. Pfarrkirche hl. Johannes der Täufer GstNr.: 1351 Pfarrkirche Euratsfeld |